# Trigonella cassia
Trigonella cassia är en ärtväxtart som beskrevs av Pierre Edmond Boissier. Trigonella cassia ingår i släktet trigonellor, och familjen ärtväxter. Inga underarter finns listade i Catalogue of Life.